# Kleine grondvink
De kleine grondvink (Geospiza fuliginosa) is een van de darwinvinken, zangvogels uit de grote Amerikaanse familie Thraupidae (tangaren). De darwinvinken komen als endemische soorten alleen voor op de Galapagoseilanden.

## Verspreiding en leefgebied
De kleine grondvink is een algemeen voorkomende vogel op alle eilanden in gebieden met bos en struikgewas.

## Kenmerken
Ook bij de kleine grondvink is het mannetje zwart, vrouwtjes en onvolwassen vogels zijn grijsbruin met vlekken. Zoals de naam zegt is dit de kleinste van de grondvinken. Ze hebben net als de grote en de middelste grondvink een vrij dikke snavel waarmee zaden gekraakt kunnen worden. Ook is waargenomen dat zij de Galapagosreuzenschildpad, Galapagoslandleguaan en de zeeleguaan aanpikken waarbij ze parasieten van de huid pikken.